# Сухоречка (Самарская область)
Сухоречка — деревня в Клявлинском районе Самарской области в составе сельского поселения Назаровка.

## География
Находится на расстоянии примерно 24 километра по прямой на северо-восток от районного центра железнодорожной станции Клявлино.

## История
Деревня упоминается с 1859 года, когда в ней проживало 323 человека (132 двора), а в 1910 году в ней было учтено уже 632 человека (112 дворов). В советское время деревня входила в состав колхоза «Новый пахарь».

## Население
Постоянное население составляло 34 человека (русские 94%) в 2002 году, 11 в 2010 году.